# حضوضاء (جبل)
جبل حضوضاء؛ (بفتح الحاء المهملة وضم الضاد المعجمة ومدها، بعدها ضاد أخرى مفتوحة، ثم ألف، فهمزة) هو جبل كبير في تهامة في ديار قبيلة بلقرن ويضاهي جبال السراة في ارتفاعه. يمتد الجبل بين وادي النضر ووادي الغرين في محافظة العرضيات في منطقة مكة المكرمة في المملكة العربية السعودية، ومنه تسيل مياه وادي حضوضاء، وتوجد به بعض حيوانات وطيور الصيد مثل الوبارة والحجل، وكانت تسكنه الوعول والحيوانات المفترسة مثل الذئاب والضباع والفهود والنمور والوشق، وبه أنواع عديدة من النباتات مثل البشام والشوحط والظهيان والسيال. في سفوحه الغربية والجنوبية الغربية يسكن آل طارق من بني رزق ثريبان من بلقرن.

وفي أعلاه مقابر آل شليل من نخال آل سليمان من بلقرن؛ إذ كانت مساكنهم قديمًا قبل نزولهم لقرية المسقوي.